# Kustnattskärra
Kustnattskärra (Quechuavis decussata) är en fågel i familjen nattskärror.

## Utseende och läten
Kustnattskärran är en jämförelsevis liten (20–21 cm), kortvingad och ljus medlem av komplexet kring bandvingad nattskärra (S. longirostris) som den tidigare behandlades som en del av. Hanen skiljer sig även genom smalspetsade yttre stjärtpennor, mindre tydligt marmorerad och svarttecknad hjässa, smalare vitt vingband och mindre vitt på stjärten. Lätet skiljer sig tydligt, en högljudd serie med "cueeo"-toner jämfört med tunna och böjda visslingar från bandvingad nattskärra.

## Utbredning och systematik
Kustnattskärran förekommer i arida kustnära områden i västra Peru och nordligaste Chile. Den behandlades tidigare som underart till bandvingad nattskärra (Systellura longirostris) och vissa gör det fortfarande. Den placerades initialt i Systellura tillsammans med bandvingad nattskärra, men genetiska studier visar att den utgör en isolerad utvecklingslinje och har sedermera lyfts ut till ett eget släkte, Quechuavis.

## Status
Arten har ett stort utbredningsområde och beståndet anses stabilt. Internationella naturvårdsunionen IUCN listar den därför som livskraftig (LC).

## Namn
Tidigare kallades arten tschudinattskärra, efter Johann Jakob von Tschudi (1818-1889), schweizisk naturforskare som beskrev arten 1844. Namnet justerades 2022 till ett enklare och mer informativt namn av BirdLife Sveriges taxonomikommitté.